# Panama na Letnich Igrzyskach Olimpijskich 1952
Panamę na Letnich Igrzyskach Olimpijskich 1952 reprezentował jeden zawodnik. Był to trzeci start reprezentacji Panamy na Letnich Igrzyskach Olimpijskich.

## Skład kadry

### Podnoszenie ciężarów
Mężczyźni
- Carlos Chávez - waga piórkowa - niesklasyfikowany